# Matylda Francouzská
Matylda Francouzská (943 — 27. leden 992) byla burgundskou královnou.

## Rodina
Narodila se jako členka rodu Karlovců, dcera Ludvíka IV. Francouzského a Gerbergy Saské.
Matylda se v roce 964 provdala za Konráda Burgundského. Jako věno mladá královna manželovi přinesla město Vienne, které jí bratr Lothar postoupil.
S manželem měla Matylda několik dětí:
- Gerberga Burgundská
- Berta Burgundská
- Matylda Burgundská
- Rudolf III. Burgundský

Matylda zemřela 27. ledna 992.